# صفيراء كبيرة الأزهار
صفيراء كبيرة الأزهار (الاسم العلمي: Sophora grandiflora) هو نوع من النباتات يتبع جنس الصفيراء من فصيلة البقولية.